# Monte Cavallino
Monte Cavallino (tyska: Große Kinigat) är en bergstopp i Österrike. Den ligger i den centrala delen av landet, 300 km sydväst om huvudstaden Wien. Toppen på Monte Cavallino är 2 689 meter över havet.
Terrängen runt Monte Cavallino är bergig åt sydväst, men åt nordost är den kuperad. Runt Monte Cavallino är det ganska glesbefolkat, med 24 invånare per kvadratkilometer.. Närmaste större samhälle är Obertilliach, 8,3 km öster om Monte Cavallino. 
Trakten runt Monte Cavallino består i huvudsak av gräsmarker.